# نادي أورنج كاونتي
نادي أورنج كاونتي (بالإنجليزية: Orange County FC)‏ هو فريق كرة قدم أمريكي أسس في عام 2010 بمدينة لوس أنجلوس بولاية كاليفورنيا الأمريكية، يلعب الفريق في بطولة الدوري الامريكي.